# Enoplognatha serratosignata
Enoplognatha serratosignata es una especie de araña araneomorfa del género Enoplognatha, familia Theridiidae. Fue descrita científicamente por L. Koch en 1879.
Habita en la región paleártica.